# Mindan
La Unión de coreanos residentes en Japón (en coreano, 재일본대한민국민단), más conocida por su abreviación Mindan (민단) es una organización de personas de etnia coreana que residen en Japón. La agrupación se encarga de organizar actividades orientadas a la integración y apoyo de la comunidad coreana en el país nipón, y desde su fundación en 1946 se ha mostrado más próximo políticamente a la vecina República de Corea (Corea del Sur).
Mindan es la organización que cuenta con más afiliados coreanos en Japón por delante de Chongryon, más cercano a la República Popular Democrática de Corea (Corea del Norte). A diferencia del grupo pro-norcoreano, Mindan se define en sus estatutos como una organización sin ánimo de lucro, por lo que sus actividades se reducen a asesoramiento legal, a la integración de los coreanos en la comunidad y la promoción de la cultura coreana.

## Historia

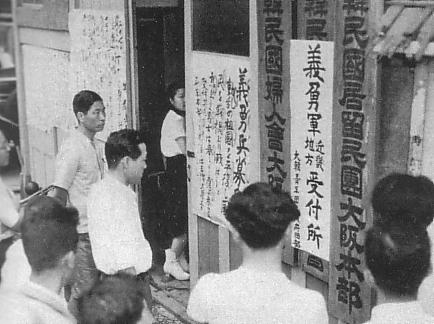
El Mindan reclutó voluntarios para luchar con los Aliados y Corea del Sur en la Guerra de Corea.

Cuando la ocupación japonesa de Corea terminó en 1945, los coreanos dejaban de ser considerados japoneses y obtuvieron una nacionalidad provisional, conocida como Joseon, a la espera de que se creara una república independiente en la península de Corea. Sin embargo, en 1948 se constituyeron dos estados: la República Democrática Popular de Corea al norte, de corte comunista, y la República de Corea al sur, bajo el apoyo de los Estados Unidos.
El Gobierno japonés reconoció a la República de Corea como la única autoridad de la península y no mantuvo relaciones con la RPD de Corea, por lo que otorgó a los ciudadanos de etnia coreana residentes en Japón dos opciones: mantener la nacionalidad japonesa o adquirir la nueva nacionalidad surcoreana. Por otra parte, un grupo de personas renunció a ambas nacionalidades y mantuvo el estatus de Joseon al no poder ser reconocidos como norcoreanos.
Para ayudar a la comunidad de ese país, formada entonces por 700.000 personas, varios ciudadanos constituyeron en 1946 la Unión de coreanos residentes en Japón, favorable a las tesis de Corea del Sur,  y desde un principio tuvo que enfrentarse a agrupaciones coreanas más cercanas a la República Democrática Popular, como Chongryon. Una de las primeras actividades de Mindan fue el envío de más de 600 voluntarios a la guerra de Corea para luchar en el bando aliado contra las fuerzas comunistas.
Durante varios años Mindan se mantuvo por detrás de Chongryon, con mucha influencia en los años 1960 y que realizaba en ese tiempo una campaña para lograr que los ciudadanos emigrasen a Corea del Norte. Mindan se opuso con firmeza con contracampañas y boicots, e impulsó una serie de acuerdos con el Gobierno de Japón para conseguir que los coreanos pudieran obtener con mayor facilidad un derecho de residencia permanente.
A partir de los años 1970, el descrédito de Corea del Norte en la opinión pública japonesa y el despegue económico de Corea del Sur provocaron un aumento del número de afiliados a Mindan. En esos años la organización luchó por mayores derechos para la comunidad coreana, consolidándose como la primera organización de etnia coreana en el país nipón, y trató de mejorar sus relaciones con Chongryon.